# Villa Amalia
Villa Amalia es un film de Benoît Jacquot estrenado en el año 2009. Está basado en la novela homónima de Pascal Quignard.

## Sinopsis
Una pianista, Ann, sorprende a su compañero, Thomas, con otra mujer. La misma tarde, en la calle, encuentra a un viejo amigo, Georges. Esta doble sorpresa va a alterar el curso de su vida, haciendo que prepare su partida con destino desconocido. 

## Reparto
- Isabelle Huppert - Ann
- Jean-Hugues Anglade - Georges
- Xavier Beauvois - Thomas
- Maya Sansa - Giula

- Datos: Q2884090